# 黃燦琪
黃燦琪（1953年10月5日－2017年10月12日），苗栗縣獅潭鄉人，後定居台東縣池上鄉，為「平面繭」技術發明人，曾任池上示範蠶桑場（現已歇業）場長、副場長。

## 事蹟[3][4]
民國73年，主導生產「平面繭」成功。同年10月，平面繭作業室落成，進入量產供應外銷。
民國74年7月，「池上蠶織絲被」誕生，為第一件百分之百以「平面繭」技術製造的產品。
民國76年，榮獲第二十五屆中華民國十大傑出青年。
民國88年，因未能成功集資標下養蠶場，從而在「李國鼎科技發展基金會」的引薦下轉往大陸，將「平面繭」的技術帶到江蘇、浙江、廣東一帶。